# The Return of the Rat
Pour plus de détails, voir Fiche technique et Distribution.
The Return of the Rat est un film britannique muet réalisé par Graham Cutts, sorti en 1929. Il s'agit de la suite du film The Rat

## Synopsis
Zélie et Pierre Boucheron, « Le Rat » sont désormais marier mais l'intérêt de la jeune femme se porte vers un autre homme, ce que personne n'ignore. Contraint de défendre son honneur, le Rat se réfugie dans son ancien repère de la pègre parisienne. Mais même là-bas, il a un rival - et quand le meurtre est en cours, l’ambition du sinistre Morel menace de coûter cher au Rat.

## Fiche technique
- Titre : The Return of the Rat
- Réalisation : Graham Cutts
- Scénario : A. Neil Lyons, Angus MacPhail et Edgar C. Middleton
sur des personnages créés par Ivor Novello
- Production : Michael Balcon pour Gainsborough Pictures
- Direction artistique :
- Photographie : Roy F. Overbaugh
- Musique : W. L. Trytel
- Pays de production :  Royaume-Uni
- Format : noir et blanc - film muet
- Genre : Drame et romance
- Date de sortie :
  - Royaume-Uni : mai 1929

## Distribution
- Ivor Novello : Pierre Boucheron
- Isabel Jeans : Zélia de Chaumet Boucheron
- Mabel Poulton : Lisette
- Gordon Harker (en) : Moreli
- Marie Ault : Mère Colline
- Bernard Nedell : Henri de Verrat
- Scotch Kelly : Bill
- Harry Terry (en) : Alf
- Gladys Frazin : Yvonne Sasan